# 小行星3663
小行星3663（英語：3663 Tisserand）是一颗围绕太阳公转的小行星。1985年4月15日，愛德華·鮑威爾在可可尼诺县发现了此天体。
这颗小行星的绝对星等为156.1272222639742等。